# Acontias schmitzi
Acontias schmitzi — вид сцинкоподібних ящірок родини сцинкових (Scincidae). Ендемік Замбії. Вид названий на честь німецького герпетолога Андреаса Шмітца.

## Поширення і екологія
Acontias schmitzi мешкають на заході Замбії, в районі на схід від річки Замбезі. Вони живуть в саванах міомбо, на висоті від 1008 до 1023 м над рівнем моря.